# Primula sharmae
Primula sharmae är en viveväxtart som beskrevs av Fletcher. Primula sharmae ingår i släktet vivor, och familjen viveväxter. Inga underarter finns listade i Catalogue of Life.